# Máy đọc sách điện tử

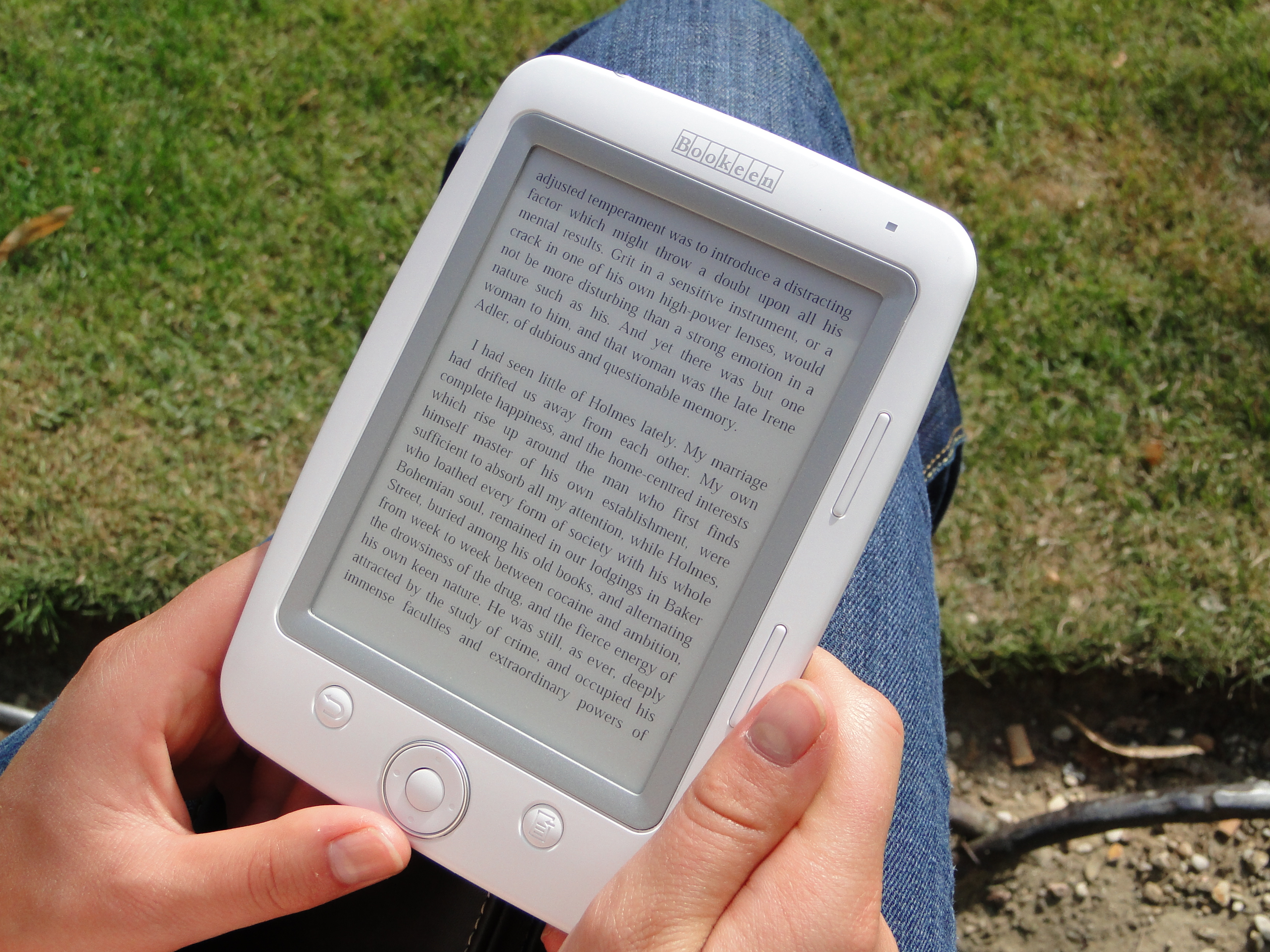
Máy đọc sách điện tử

## Khái niệm
Máy đọc sách điện tử (tiếng Anh: e- reader or e-book device, hay được gọi là thiết bị đọc sách điện tử) là một thiết bị di động được thiết kế chủ yếu cho mục đích đọc e-books và các tác phẩm từ xuất bản điện tử.

## Đặc điểm
Máy đọc sách điện tử được thiết kế với một công nghệ màn hình khác biệt hoàn toàn với hầu hết các thiết bị điện tử còn lại nó được gọi là màn hình mực điện tử (e-ink), màn hình e-ink giúp cho người đọc có cảm giác giống với giấy thật nhất, cơ chế hiển thị và ánh sáng được bố trí hợp lý và gần như mắt bạn không bị ảnh hưởng bởi nguồn sáng xanh gây mỏi mắt, gây giảm thị lực như ở các màn hình điện tử khác. Khi đọc sách bằng máy đọc sách bạn không còn bị làm phiền bởi các thông báo, nguồn ebook hiện nay rất đa dạng, phong phú đầy đủ tất cả các thể loại.

## Một số loại máy thông dụng
- Amazon (toàn cầu): Kindle, Kindle Paperwhite, Kindle Voyage, Kindle Oasis, Kindle Oasis 2
- Barnes & Noble (Mỹ, Anh): Nook, Nook GlowLight, Nook GlowLight Plus
- Bookeen (Pháp): Cybook Opus, Cybook Orizon, Cybook Odyssey, Cybook Odyssey HD FrontLight
- Kobo (toàn cầu): Kobo Touch, Kobo Glo, Kobo Mini, Kobo Aura, Kobo Aura HD
- Onyx Boox (châu Âu, Trung Quốc và Việt Nam): Onyx Boox Max2, Onyx Boox Note
- PocketBook (châu Âu và Nga): PocketBook Touch, PocketBook Mini, PocketBook Touch Lux, PocketBook Color Lux, PocketBook Aqua
- Tolino (Đức): Tolino Shine, Tolino Shine 2 HD, Tolino Vision, Tolino Vision 2
- Nook
- Sony
- BiBox